# Thérèse Peltier
Thérèse Peltier, född 1873 i Orléans, död 1926, var en fransk skulptör och flygpionjär. Hon var den första kvinnan som framförde ett flygplan på egen hand.

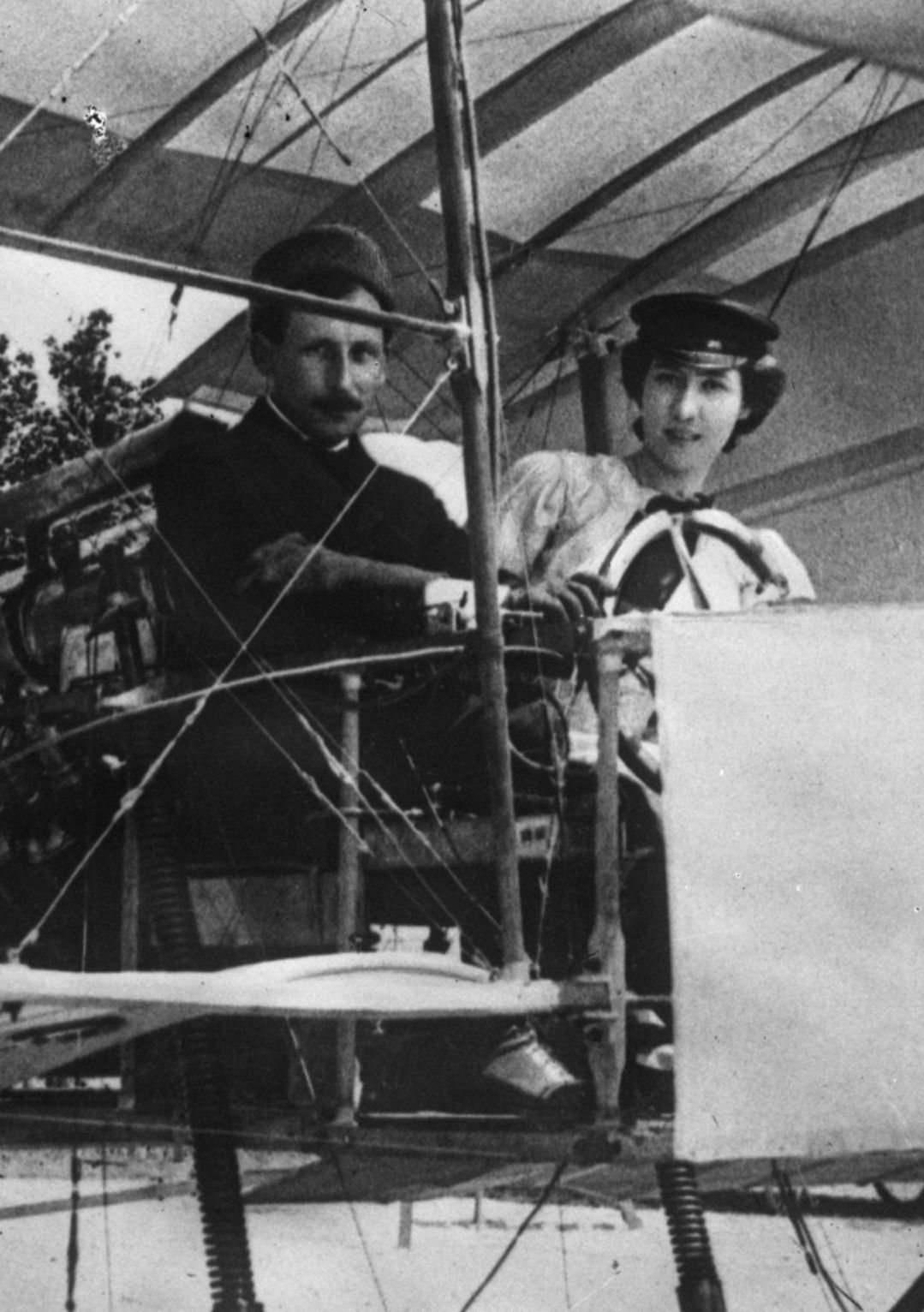
Léon Delagrange och Thérèse Peltier 1908

Peltier kom genom sitt arbete som skulptör att lära känna skulptören Léon Delagrange. Efter att Delagrange lärt sig flyga väcktes även Peltiers flygintresse. Enligt många källor var Peltier den första kvinna som flög som passagerare i ett flygplan, när hon 8 juli 1908 följde med Delagrange på en 656 fot lång flygtur. Enligt en tidningsartikel i tidningen Le Patriote Illustre 7 juni 1908 var den första flygturen med en kvinnlig passagerare redan avklarad när Henri Farman tog med sig Mlle P. Van Pottelsberghe på en flygtur över Gent i Belgien i slutet av maj 1908. 
Efter att Peltier följt med på några flygturer ville hon själv lära sig flyga. Med lite hjälp och instruktioner från Delagrange lärde hon sig på egen hand att flyga. Hon gjorde ett antal soloflygningar i ett Voisinflygplan, men hon genomförde inte någon certifikatuppflygning.  
Hon var passagerare under Delagranges rekordflygning 1908, och följde även med honom till ett flertal flyguppvisningar i Italien. Från flygningarna i Rom och Turin skrev hon utförliga artiklar som publicerades i franska dagstidningar. Under en uppvisning i Turin flög hon själv en sträcka på 200 meter med en flyghöjd av cirka 2½ meter över ett militärt övningsfält. 
I slutet på 1908 satte Delagrange upp ett pris på 1 000 francs till den kvinna som ensam lyckas flyga 1 000 meter. Peltier inledde sin flygträning omedelbart, men när Delagrange avled efter ett flyghaveri i Bordeaux slutade hon helt upp med flygningen. 